# نوش‌آفرین شهاب دولتی
نوش‌آفرین شهاب دولتی (زاده: ۱۳۴۸ ولسوالی تیوره، ولایت غور) سیاست‌مدار افغانستانی و نماینده مردم غور در دوره پانزدهم مجلس نمایندگان افغانستان است.

## زندگی‌نامه
نوش‌آفرین شهاب دولتی متولد ۱۳۴۸ از ولسوالی تیوره ولایت غور افغانستان است. وی دارای تحصیلات پزشکی در شاخه طب معالجه‌ای است.

## دیگر فعالیت‌ها
- پزشک در مراکز درمانی ملالی زیژنتون کابل، کلینیک صحی سره میاشت ولایت غور، شفاخانه حوزوی ولایت هرات.[۱]